# Helwa ya Baladi
Helwa ya baladi è una raccolta postuma della cantante italo-francese Dalida, pubblicata il 29 gennaio 2021 da Universal Music France.
L'album comprende alcune delle canzoni in arabo che Dalida interpretò nella sua carriera, la maggior parte delle quali vennero già pubblicate nelle raccolte Dalida chante en arabe del 1999 e Arabian songs del 2009, nonché in altri album precedenti.
Comment l'oublier, brano scritto nel 1982 da Bernard Liamis, Gilbert Sinoué e Jeff Barnel, è un omaggio di Dalida in ricordo del presidente egiziano Anwar al-Sadat. Si tratta della versione in lingua francese di Helwa ya baladi (che dà il nome a questa raccolta). 
La raccolta è stata commercializzata sia in vinile che in CD digipak; quest’ultimo contiene due ulteriori tracce: 
- Dalida Dalida, tributo che l'Egitto fece alla cantante nel 1998, dopo la sua morte; si tratta di un medley della durata di circa nove minuti che riunisce alcuni brani di Dalida in lingua araba (Helwa ya baladi, Akhsan nass, Gamil el soura, Salma ya salama e Aghani aghani).
- Fattan ya leil fattan, un estratto inedito in egiziano della colonna sonora del film L'or du Nil - Le masque de Toutankhamon, diretto da Marco de Gastyne, al quale Dalida prese parte nel 1954. Questo brano è, di fatto, la prima canzone che Dalida ha registrato nella sua carriera.

## Tracce (LP)
Lato A
1. Helwa ya baladi
2. Akhsan nass
3. Lebnane (in libanese)
4. Gamil el soura
5. Salma ya salama (sueño flamenco) (versione ispano-egiziana)

Lato B
1. Salma ya salama (versione in egiziano)
2. Aghani aghani
3. Flamenco "Oriental" (duo italo-egiziano del 1998)
4. Helwa ya baladi (versione remix 2009)
5. Comment l'oublier (tributo in ricordo del presidente egiziano Anwar al-Sadat)

## Tracce (CD)
1. Helwa ya baladi
2. Aghani aghani
3. Lebnane (in libanese)
4. Salma ya salama (versione in egiziano)
5. Gamil el soura
6. Akhsan nass
7. Helwa ya baladi (versione remix 2009)
8. Flamenco "Oriental" (duo italo-egiziano del 1998)
9. Salma ya salama (sueño flamenco) (versione ispano-egiziana)
10. Dalida Dalida (medley, tributo dell'Egitto a Dalida)
11. Comment l'oublier (tributo in ricordo del presidente egiziano Anwar al-Sadat)
12. Fattan ya leil fattan (INEDITO - estratto in egiziano della colonna sonora del film L'or du Nil - Le masque de Toutankhamon)